# Phalangodinella calcanei
Phalangodinella calcanei is een hooiwagen uit de familie Zalmoxioidae.